# Václav Lacina
Václav Lacina (9. červenec 1906, Hluboká nad Vltavou - 9. prosinec 1993, Rožmitál pod Třemšínem) byl český prozaik, básník a humorista. V roce 1954 obdržel státní cenu a v roce 1967 byl jmenován zasloužilým umělcem.

## Život
Dětství prožil ve Volyni. Gymnázium vystudoval v Praze, maturoval roku 1925. Poté vystudoval Právnickou fakultu Univerzity Karlovy (1925–29). V letech studií již spolupracoval s pražským Divadlem DADA. V letech 1934–1945 pracoval jako soudce, a to v Chebu (1930–1931), v Kašperských Horách (1935–1938) a v Praze (do 1945). V letech 1945–1947 působil na ministerstvu informací, poté byl krátce (1947–48) okresním soudcem v Praze. 
V roce 1946 podepsal prokomunistické „Májové poselství kulturních pracovníků českému lidu!“ publikované před květnovými volbami do Ústavodárného Národního shromáždění. Tento předvolební manifest komunistů podepsalo celkem 843 kulturních pracovníků a komunisté volby vyhráli. V roce 1948 podepsal prokomunistickou výzvu Kupředu, zpátky ni krok!, jež byla vydána dne 25. února 1948 pro podporu komunistického převratu. Od února 1948 byl členem Ústředního akčního výboru NF za Syndikát českých spisovatelů, kam jej nominovala KSČ. V Ústředním výboru se podílel se na likvidaci nepohodlných spisovatelů – např. Ivana Herbena, Ferdinada Peroutky, Jaroslava Žáka a mnoha dalších. V letech 1948–1952 byl tiskovým referentem ministerstva spravedlnosti. Jako spolehlivý novinář byl komunistickou stranou vybrán, aby psal o větších politických procesech. Psal nejen o procesu se skupinou Milady Horákové, kde podporoval vynesení vysokých trestů, ale účastnil se i jiných mediálních kampaní.  V letech 1952–1953 pracoval v Československém rozhlase. Od roku 1953 se věnoval výhradně spisovatelské tvorbě. Komunistickým režimem byl oceňován.
Roku 1973 šel do důchodu. Žil v Příbrami, v posledních letech v Domově důchodců v Rožmitále pod Třemšínem.

## Dílo
Lacina se nejvíce proslavil literárními parodiemi. Soustředil je zejména v souboru textů Čtení o psaní, kde zpracovává jedno téma ve stylu různých spisovatelů. Parodický charakter mají i soubory Dódekamerón juristický a Rumpendanti (kde paroduje postupy sci-fi).
Typické pro něj byly satirické texty, psané z levicových pozic. Za první republiky tepal zejména do národních socialistů, agrárníků, sociálních demokratů a fašistů, po válce pak do kolaborantů a spekulantů. Jeho terčem bylo též maloměšťáctví, zejména v jeho románové tetralogii Panstvo se baví (Snobi táhnou, Architekt Solness, mistr zednický, Poruč psu, Jsme tu ještě).

### Poezie
- Zježení (1925)
- Krysa na hřídeli (1926)
- Ozubené okno (1930)
- Plechový cirkus (1945)
- Železné koště (1947)
- Hřbitovní býlí (1951)
- Hovoří pan Jéminek (1951)
- Dnes a denně (1957)
- Malý atlas hub, tlam a pusinek (1959)
- Žlučové kameje (1965)
- Sekání dobroty a jiné básně (1992)

### Próza
- Snobi táhnou (1945)
- Architekt Solness, mistr zednický (1947)
- Čtení o psaní (1947)
- Slyš a piš (1949)
- Měšťanské besedy (1953). V roce 1954 poctěno státní cenou.
- Pozůstalí (1956)
- Vandrovní knížka (1959)
- Poruč psu (1959)
- Jsme tu ještě (1961)
- Volšovská preludia (1962)
- Posada lhářů (1962)
- Rumpedanti (1962)
- Dódekamerón juristický (1968)
- Doma ve Volyni (1986)

### Paměti
- Co vám mám povídat (1966)
- Co vám mám ještě povídat (2011), ISBN 978-80-86712-91-8

### Divadlo
- Cirkus plechový (1946) - s J. Kainarem, Z. Vavřínem aj.
- Tři satiry (1949)